# Angelika Hellmann
Pour les articles homonymes, voir Hellmann.
Angelika Hellmann, née le 10 avril 1954 à Halle (Allemagne de l'Est), est une gymnaste artistique est-allemande. 

## Biographie
Angelika Hellmann est la fille de Rudolf Hellmann, qui deviendra par la suite, et pour de nombreuses années, le vice-président du Comité olympique d'Allemagne de l'Est. Aux Spartakiades de 1966 et de 1968, elle s'impose en gymnastique au sol et aux barres asymétriques. Elle effectue sa percée sur le plan international lors du Championnats du monde de gymnastique artistique 1970 à Ljubljana. Aux côtés de ses compatriotes Karin Janz, Marianne Noack, Richarda Schmeißer, Christine Schmitt et Erika Zuchold, elle remporte la médaille d'argent à la compétition par équipe, seulement devancée par l'équipe soviétique. Elle se classe 10e aux épreuves combinées, 5e à la poutre et 6e au saut de cheval. En 1971, Angelika Hellmann représente avec Erika Zuchold la RDA aux Championnats d'Europe de Minsk. Après une 6e place aux épreuves combinées, elle remporte la médaille de bronze aux barres asymétriques.
En 1972, elle se qualifie pour les Jeux olympiques de Munich. L'équipe de RDA, composée d’Irene Abel, Angelika Hellmann, Karin Janz, Richarda Schmeißer, Christine Schmitt et Erika Zuchold, remporte l'argent derrière l'équipe soviétique. Après une 6e place aux épreuves combinées, Angelika Hellmann se classe 5e au sol et la 6e place aux barres asymétriques. En 1973, elle remporte le championnat de RDA aux épreuves combinées et aux barres asymétriques. Aux Championnats d'Europe de Londres, elle représente la RDA avec Kerstin Gerschau. Elle se classe 5e aux épreuves combinées. Aux barres asymétriques, elle n'est surclassée que par Ludmila Touritcheva et au saut de cheval, fait jeu égal avec cette dernière : c'est ainsi que les deux championnes partagent le titre européen cette  année-là.

## Palmarès

### Jeux olympiques
- Munich 1972
  -  médaille d'argent au concours par équipes
- Montréal 1976
  -  médaille de bronze au concours par équipes

### Championnats du monde
- Ljubljana 1970
  -  médaille d'argent au concours par équipes
- Sofia 1974
  -  médaille d'argent au concours par équipes
  -  médaille de bronze au concours général individuel

### Championnats d'Europe
- Minsk 1971
  -  médaille de bronze aux barres asymétriques
- Londres 1973
  -  médaille d'or au saut de cheval
  -  médaille d'argent aux barres asymétriques